# Khalid bin Bandar bin Sultan Al Saud

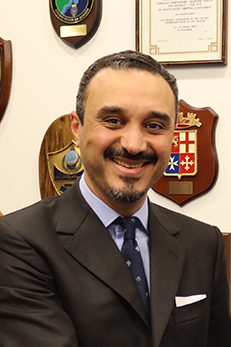
Khalid bin Bandar bin Sultan Al Saud (2022)

Prinz Khalid bin Bandar bin Sultan bin Abdulaziz Al Saud (arabisch خالد بن بندر بن سلطان بن عبد العزيز آل سعود, DMG Ḫālid b. Bandar b. Sulṭān b. ʿAbd al-ʿAzīz Āl Saʿūd; * 1977) ist ein saudischer Geschäftsmann, Mitglied der Dynastie der Saud und Diplomat.

## Studium
Er besuchte das Eton College, anschließend das Pembroke College in Oxford, wo er ein Studium der Orientalistik abschloss. An der Royal Military Academy Sandhurst absolvierte er einen Offizierslehrgang. Anschließend studierte er Rechtswissenschaft und Diplomatie an der Fletcher School in Massachusetts, USA.

## Werdegang
Khalid bin Bandar wurde bei der saudische Mission nächst dem UNO-Hauptquartier in New York City beschäftigt. Drei Jahre war er Gesandtschaftsrat in Washington, D.C.
Am 6. Oktober 2012 wurde er auf seinen Antrag als stellvertretender Leiter des Saudi General Intelligence for Intelligence Affairs durch Youssef bin Ali Al Idrisi abgelöst.
Er ist Vorstandsvorsitzender der Dayım Holding, die 2006 gegründet wurde. Er ist auch stellvertretender Geschäftsführer der Al Hama Company, einem in Saudi-Arabien ansässigen Einzelhandelsunternehmen und Vorsitzender der Byblos Real Estate Development Company mit Sitz in den Vereinigten Arabischen Emiraten.
Am 16. Oktober 2017 wurde er als Botschafter in Berlin akkreditiert.
Im Zusammenhang mit dem Rücktrittsversuch von Saad Hariri charakterisierte Sigmar Gabriel das Verhalten des saudischen Regimes im Libanon als „Abenteurertum“, worauf Khalid bin Bandar aus Berlin zu Konsultationen gerufen wurde. Nachdem Heiko Maas zum Außenminister ernannt worden war, kehrte Khalid bin Bandar nach Berlin zurück. Im April 2019 wurde er Botschafter seines Landes in London. Sein Nachfolger in Berlin wurde Faisal bin Farhan Al Saud.
Im März 2025 wurde er außerdem zum Berater des saudischen Außenministeriums ernannt.

## Familie
Khalid bin Bandar ist der Sohn von Bandar bin Sultan, 1983 bis 2005 Botschafter in den Vereinigten Staaten, und Haifa bint Faisal, einer Tochter von König Faisal.
Seine Schwester Reema bint Bandar Al Saud ist seit 2019 Botschafterin in den USA und damit die erste Botschafterin des Landes überhaupt.
Von 1998 bis zum 11. September 2001 war er mit Vanessa Haydon in einer Beziehung und wollte diese heiraten. Kurz nach dem 11. September flog er nach Saudi-Arabien zurück. Nach dem 11. September waren Telefonnummern im Telefonbuch des mutmaßlichen al-Qaida-Rekrutierers Abu Subaida in Pakistan gefunden worden, die indirekt mit Bandars Vater, 24. Oktober 1983 bis 26. Juni 2005 Botschafter in Washington, D.C., in Verbindung standen, was Fragen aufwarf, wie die Verbindung seines Vaters zu Al-Qaida war.
Im März 2011 heiratete er in Oxford Lucy Caroline Cuthbert (geb. 1982), eine Nichte von Ralph Percy, 12. Duke of Northumberland.

## Vorfahren
| Ahnentafel Prinz Khalid | Ahnentafel Prinz Khalid                        | Ahnentafel Prinz Khalid                        | Ahnentafel Prinz Khalid                        | Ahnentafel Prinz Khalid                        | Ahnentafel Prinz Khalid             | Ahnentafel Prinz Khalid             | Ahnentafel Prinz Khalid                                            | Ahnentafel Prinz Khalid         |
| ----------------------- | ---------------------------------------------- | ---------------------------------------------- | ---------------------------------------------- | ---------------------------------------------- | ----------------------------------- | ----------------------------------- | ------------------------------------------------------------------ | ------------------------------- |
| Ururgroßeltern          | Emir Abdul Rahman ⚭ Sara Al Sudairi            | Ahmed Al Sudairi ⚭ Sharifa Al Suwaidi          | ? ⚭ ?                                          | ? ⚭ ?                                          | Emir Abdul Rahman ⚭ Sara Al Sudairi | Abdullah Al Sheikh ⚭ Haya Al Muqbel | Prinz Abdullah Al Thunayyan Al Saud ⚭ Tazeruh Hanim (Tscherkessin) | ? ⚭ ?                           |
| Urgroßeltern            | König Abdulaziz ⚭ Hussa Al Sudairi             | König Abdulaziz ⚭ Hussa Al Sudairi             | ? ⚭ ?                                          | ? ⚭ ?                                          | König Abdulaziz ⚭ Tarfa Al Sheikh   | König Abdulaziz ⚭ Tarfa Al Sheikh   | Prinz Mohammed ⚭ Asia (Türkin)                                     | Prinz Mohammed ⚭ Asia (Türkin)  |
| Großeltern              | Prinz Sultan ⚭ Khaziran (sudanesische Sklavin) | Prinz Sultan ⚭ Khaziran (sudanesische Sklavin) | Prinz Sultan ⚭ Khaziran (sudanesische Sklavin) | Prinz Sultan ⚭ Khaziran (sudanesische Sklavin) | König Faisal ⚭ Prinzessin Iffat     | König Faisal ⚭ Prinzessin Iffat     | König Faisal ⚭ Prinzessin Iffat                                    | König Faisal ⚭ Prinzessin Iffat |
| Eltern                  | Prinz Bandar ⚭ Prinzessin Haifa                | Prinz Bandar ⚭ Prinzessin Haifa                | Prinz Bandar ⚭ Prinzessin Haifa                | Prinz Bandar ⚭ Prinzessin Haifa                | Prinz Bandar ⚭ Prinzessin Haifa     | Prinz Bandar ⚭ Prinzessin Haifa     | Prinz Bandar ⚭ Prinzessin Haifa                                    | Prinz Bandar ⚭ Prinzessin Haifa |